# Stadshagen
Stadshagen is een Vinex-locatie in Zwolle gelegen in de polder Mastenbroek.
Het telt 27.480 inwoners op 1 januari 2023.

## Geografie
In tegenstelling tot de meeste woonwijken van Zwolle-Noord ligt Stadshagen ten westen van het Zwarte Water. Hier ligt de polder Mastenbroek, die sinds de ontginning in de 14e eeuw nauwelijks is aangetast.
Het eerste deel van de wijk bestaat uit de buurten Milligen, Schoonhorst, Werkeren en Frankhuis. Voor het tweede deel van de wijk verrijzen in de toekomst de buurten De Tippe, Breecamp en Breezicht. Samen met de wijken Westenholte en Spoolde vormt Stadshagen sinds 2012 het Zwolse stadsdeel West.

## Geschiedenis
Op de plek waar nu Stadshagen ligt, heeft tussen 100 en 500 na Chr. een dicht moerasbos gestaan. Hierna verdween het bos in een zoetwatermeer. Restanten van dit bos zijn in mei 2000 ontdekt bij bouwwerkzaamheden aan de rand van de Milligerplas. In de 14e eeuw werd het gebied ontgonnen en ingepolderd.
De oorspronkelijke opzet van Stadshagen is ontworpen door stedenbouwkundige Klaus Folmer. Dit is later uitgewerkt door bureau BGSV uit Rotterdam. De eerste paal werd geslagen op 27 november 1995.
Stadshagen heeft sinds 2004 ook een eigen winkelcentrum.

## Demografie
Op 1 januari 2008 telde Stadshagen 17.090 inwoners. De gemiddelde leeftijd bedroeg 31. Het geboortecijfer in deze Vinex-wijk was in 2004 het hoogste van de gemeente Zwolle, met gemiddeld 319 kinderen per 1000 inwoners. In maart 2007 verwelkomde burgemeester Henk Jan Meijer de 15.000e inwoner.
Het was de bedoeling van het gemeentebestuur om een gedifferentieerde bevolking te laten ontstaan in Stadshagen. Dit is niet gelukt. Er vestigden zich in de wijk vooral jonge gezinnen uit andere delen van Zwolle.
In 2009 kreeg Stadshagen een eigen jongerencentrum met de naam Level Z. Bij de voorbereiding en bouw van het jongerencentrum (2006-2009) kregen jongeren in de wijk veel invloed: zij mochten binnen financiële en wettelijke kaders zelf de beslissingen nemen, in overleg met enkele volwassenen. Dit geldt sindsdien ook voor het beheer van het centrum: ondersteund door een jongerenwerker 'runnen' de jongeren het. Het project is landelijk verschillende malen genoemd als toonbeeld van hoge jongerenparticipatie.

## Verkeer en vervoer
Net als andere Vinexwijken ligt Stadshagen dicht tegen de stad waar het bijhoort, in dit geval Zwolle. De binnenstad van Zwolle is voor de bewoners goed per fiets en openbaar vervoer te bereiken. De Twistvlietbrug, de snelste verbinding tussen de wijk en de binnenstad is alleen toegankelijk voor openbaar vervoer en langzaam verkeer. Het autoverkeer kan gebruikmaken van de Mastenbroekerbrug (2000) en de Voorsterbrug.
Omdat er binnen de wijk geen autoverbindingen zijn van noord naar zuid, is er weinig autoverkeer tussen bestemmingen binnen de wijk. Dit wordt ook wel de 'knip' genoemd. Een uitzondering hierop vormen de beide toegangswegen naar het centrum van de wijk met winkels en andere voorzieningen (Cultuurhuis, Bewegingshuis, Gezondheidshuis). Omdat de parkeergarage onder het Winkelcentrum van beide zijden toegankelijk is, werd deze gebruikt als sluiproute tussen noord en zuid. De gemeente heeft dit vervolgens verhinderd door slagbomen bij de uitgangen te plaatsen.
Rond de wijk loopt een nieuwe rondweg; de Hasselterweg. Deze weg moet door en langs de toekomstige wijk Stadshagen II gaan lopen en ten noorden van de Milligerplas weer aansluiten op de weg naar Hasselt.
In december 2017 is station Zwolle Stadshagen opgeleverd, echter stopt er pas vanaf 2 juni 2019 een trein. Op 15 december 2019 werd het station definitief geopend.

## Kunst en Cultuur
In de benedenruimte van het Cultuurhuis worden door Gea Bosscher van de kunst commissie tentoonstellingen georganiseerd met werk van beeldende kunstenaars. Vrij toegankelijk. De exposities wisselen om de drie maanden. Door de gemeente aangekochte beelden sieren de wijken van Stadshagen. Elke zomer wordt het evenement Stadshagen Kunst & Cultuur (kunst, dans, muziek, food en theater) in het Twistvlietpark gehouden. De drietallige kunst commissie van het verbindingshuis selecteert kunstenaars wiens werk te exposeren wordt gehangen aan de muren van de beneden verdieping. Vrije toegang. De exposities wisselen om de drie maanden. Op de Stadshagen website Stadshagen Nieuws en de Facebookpagina Stadshagen Kunst en Cultuur worden kunst- en cultuuractiviteiten van Stadshagen aangegeven.

## Toekomst
Stadshagen I
Nabij het eerste deel van Stadshagen waren anno 2015 nog twee buurten deels in aanbouw: Werkeren aan de westzijden en de buurt Frankhuis in het zuiden, aan het Zwartewater en het Zwolle-IJsselkanaal. In Frankhuis, het laatste deel van Stadshagen I, zijn 469 woningen gepland, waaronder dijkwoningen en enkele appartementencomplexen.
Stadshagen II
Stadshagen II zal gebouwd worden ten noorden en westen van het huidige Stadshagen I. Het tweede gedeelte zal bestaan uit 3 buurten; De Tippe, Breecamp en Breezicht. Om en gedeeltelijk door Stadshagen II wordt de Hasselterweg gebouwd, de nieuwe rondweg van Stadshagen. Daarmee wordt de wijk nog ongeveer 850 meter naar het noorden gebouwd. Met De Tippe zal Stadshagen ook voor het eerst aan de andere kant van de spoorlijn Zwolle - Kampen zich voortzetten, namelijk tussen de N764 en de spoorlijn. Dit wordt een gemixt gebied van wonen en werken. De andere drie wijken zijn voornamelijk woongebieden.
Uiteindelijk zal de wijk bestaan uit 16.000 woningen, en tussen de 30.000 en 40.000 inwoners, de grootste wijk van Zwolle.

## Bezienswaardigheden
- Cultuurhuis, kunst
- Gezondheidshuis, kunst
- Luis Listoni Haven
- Mastenbroekerbrug
- Milligerplas
- Twistvlietbrug

## Fotogalerij

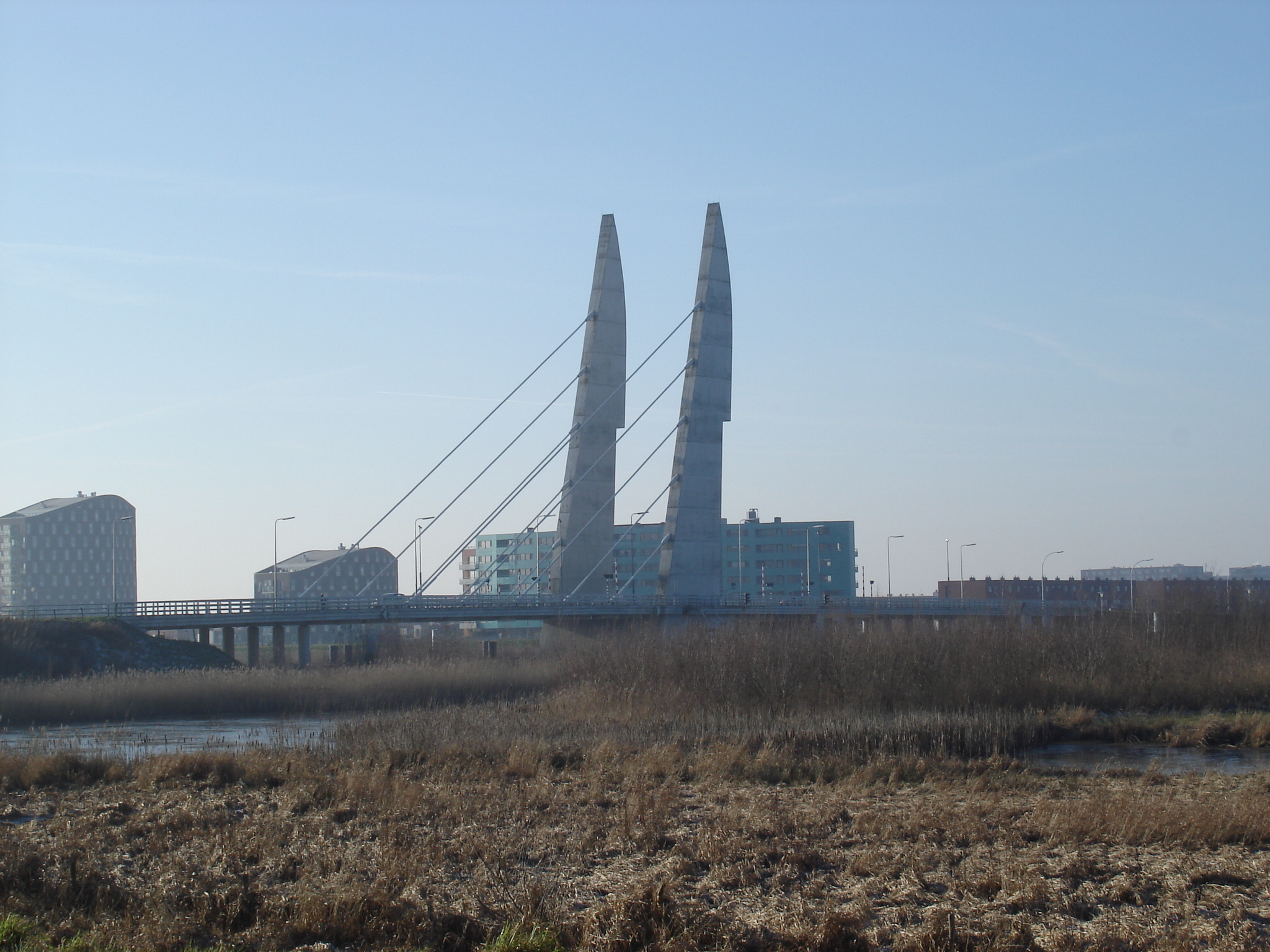
Mastenbroekerbrug
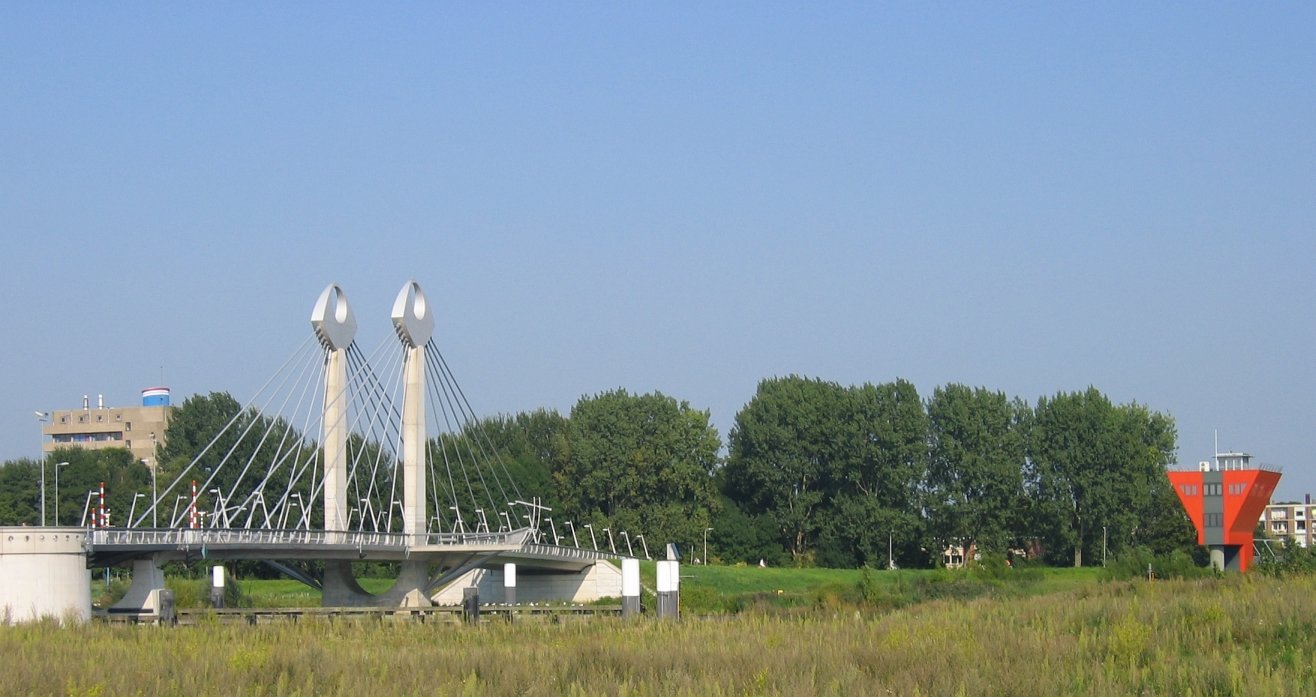
Twistvlietbrug
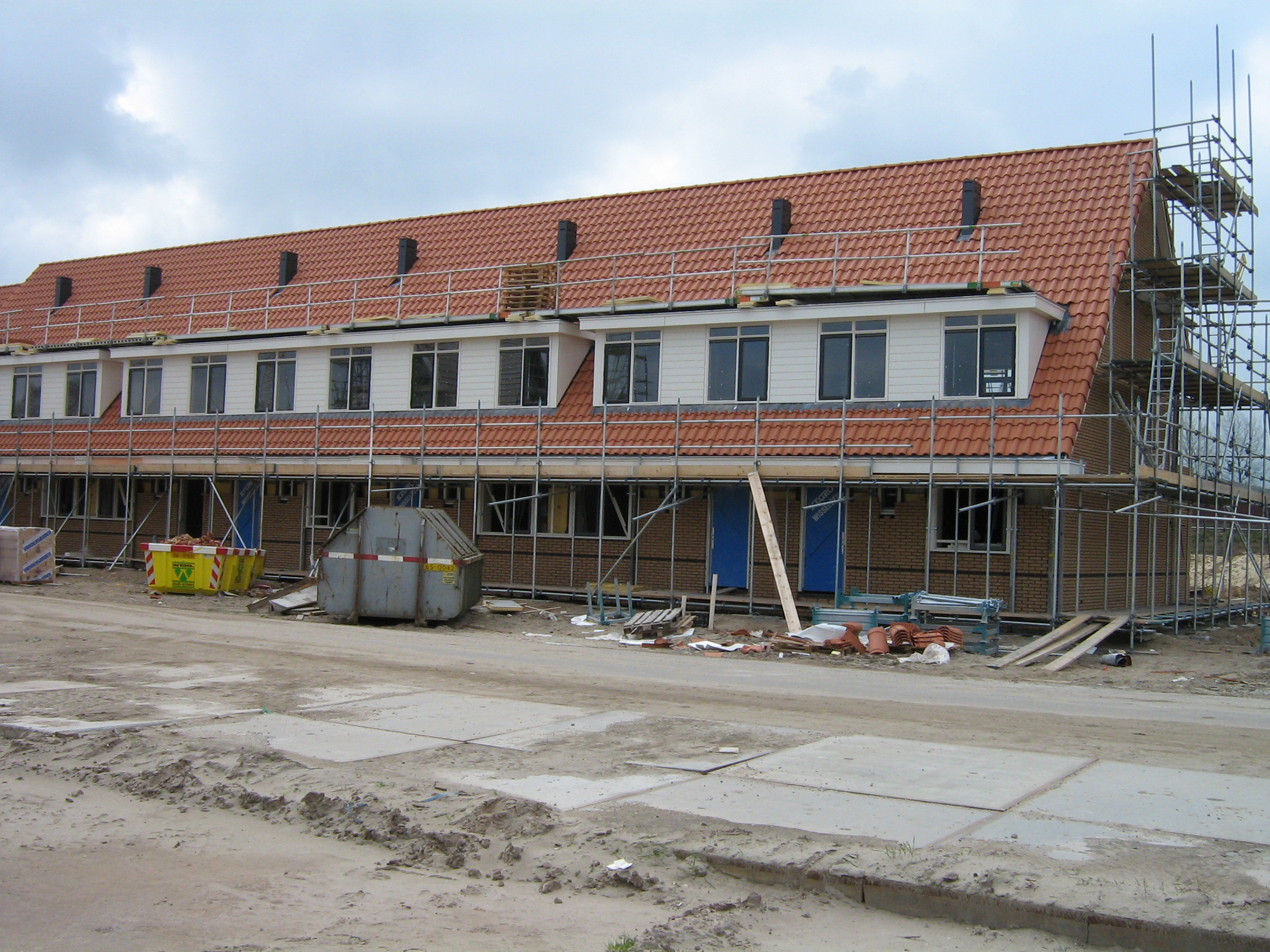
Nieuwbouw

Wijken: Aa-landen · Assendorp · Berkum · Binnenstad · Diezerpoort · Hanzeland · Holtenbroek · Ittersum · Kamperpoort-Veerallee · Marsweteringlanden · Poort van Zwolle · Schelle · Soestweteringlanden · Stadshagen · Vechtlanden · Westenholte · Wipstrik

Buurten: Aalanden-Midden · -Noord · -Oost · -Zuid · Bagijneweide · Berkum · Binnenstad-Noord · -Zuid · Bollebieste · Breecamp · Breezicht · Brinkhoek · De Tippe · Dieze-Centrum · Frankhuis · Gerenbroek · Gerenlanden · Geren · Haerst · Hanzeland · Harculo en Hoog-Zuthem · Herfte · Het Noorden · Hogenkamp · Holtenbroek I · II · III · IV · Indische Buurt · Ittersumerbroek · Ittersumerlanden · Kamperpoort  · Katerveer-Engelse Werk · Langenholte · Mastenbroek · Meppelerstraatweg-Zuid · Milligen · Nieuw-Assendorp · Noordereiland · Oldenelerbroek · Oldenelerlanden-Oost · -West · Oud-Assendorp · Oud-Westenholte · Oud Ittersum · Oud Schelle · Pierik · Schelle-Zuid en Oldeneel · Schellerbroek · Schellerhoek · Schellerlanden · Schildersbuurt · Schoonhorst · Spoolde · Stadsbroek · Stationsbuurt · Tolhuislanden · Veerallee · Veldhoek · Vreugderijk · Werkeren · Westenholte-Stins · Wezenlanden · Wijthmen · Windesheim · Wipstrik-Noord · -Zuid · Zwolle-Zuid

Bedrijventerreinen: Floresstraat · Hanzeland · Hessenpoort · Marslanden (-Noord · -Zuid) · Oosterenk · Voorst (Voorst-A · Voorst-B · Voorst-C) · Voorsterpoort · De Vrolijkheid